# Jean-Jacques Régis de Cambacérès
Jean-Jacques Régis de Cambacérès, duca di Parma (Montpellier, 18 ottobre 1753 – Parigi, 8 marzo 1824), è stato un giurista e politico francese del periodo rivoluzionario e napoleonico.
È ricordato soprattutto per la stesura di tre progetti di Codice Civile tra il 1793 e il 1796, progetti mai entrati in vigore, ma che gettarono le basi per il Codice Napoleonico del 1804, che rappresenta una delle basi del diritto moderno.

## Biografia

### Primi anni
Soprannominato “Il Camaleonte” per la sua abilità di restare sullo sfondo degli eventi e sopravvivere di fatto a tutte le intemperie rivoluzionarie da Robespierre a Napoleone, Cambacérès nacque a Montpellier, nel sud della Francia, da una famiglia della noblesse de robe, la nobiltà ereditaria che si occupava della burocrazia reale. Nel 1774 si laureò in legge e successe al padre nella carica di consigliere della Corte delle finanze di Montpellier. Affiliato alla Massoneria, amante delle occasioni mondane e non privo delle amicizie influenti, nel 1789 Cambacérès fu sostenitore della Rivoluzione francese e venne eletto rappresentante di Montpellier all'incontro degli Stati generali a Versailles, anche se non ebbe modo di presentarsi. Nel 1792 rappresentò il dipartimento di Hérault presso la Convenzione che proclamò la Prima repubblica francese nel settembre 1792.
Gli atteggiamenti di Cambacérès nel primo periodo rivoluzionario rimasero moderati. Durante il processo intentato a Luigi XVI egli protestò che la Convenzione Nazionale non disponeva del potere legislativo per il giudizio e chiese che il re disponesse delle dovute garanzie legali durante il processo. Tuttavia al termine del processo Cambacérès votò, insieme alla maggioranza, per la colpevolezza di Luigi XVI, pur richiedendo che la sentenza venisse posticipata fino a quando potesse essere ratificata da un adeguato corpo legislativo.
Nel 1793 Cambacérès venne eletto membro del Comitato di difesa generale, ma non entrò a far parte del suo famoso successore, il Comitato di salute pubblica, fino alla fine del 1794, dopo che gli eccessi più vistosi del Regime del Terrore erano già stati consumati. Tuttavia fu uno dei padri della legge dei sospetti (settembre 1793) che aveva consentito l'avvio del Terrore legale. La legge fu nei fatti un decreto votato dalla Convenzione Nazionale su proposta di Merlin de Douai e Cambacérès e adottato, per volontà del primo, a nome del comitato di legislazione, presieduto dal secondo.. Nel frattempo Cambacérès lavorò anche su gran parte della legislazione francese del periodo rivoluzionario; nel 1795 egli venne inviato in missione diplomatica per negoziare la pace con la Spagna.

Cambacérès venne considerato troppo conservatore per diventare uno dei cinque Direttori che assunsero il potere nel 1795 e trovandosi in opposizione con il Direttorio si ritirò dalla politica. Nel 1799, quando la Rivoluzione entrò in una fase più moderata egli rientrò nel mondo politico, assumendo la carica di Ministro della Giustizia. Il 9 novembre 1799 Cambacérès fu sostenitore del Colpo di Stato del 18 brumaio che portò Napoleone Bonaparte al potere con la carica di Primo Console, in un nuovo regime che si proponeva di stabilire una solida repubblica costituzionale: di fatto il Consolato aprì la via alla successiva dittatura di Napoleone.

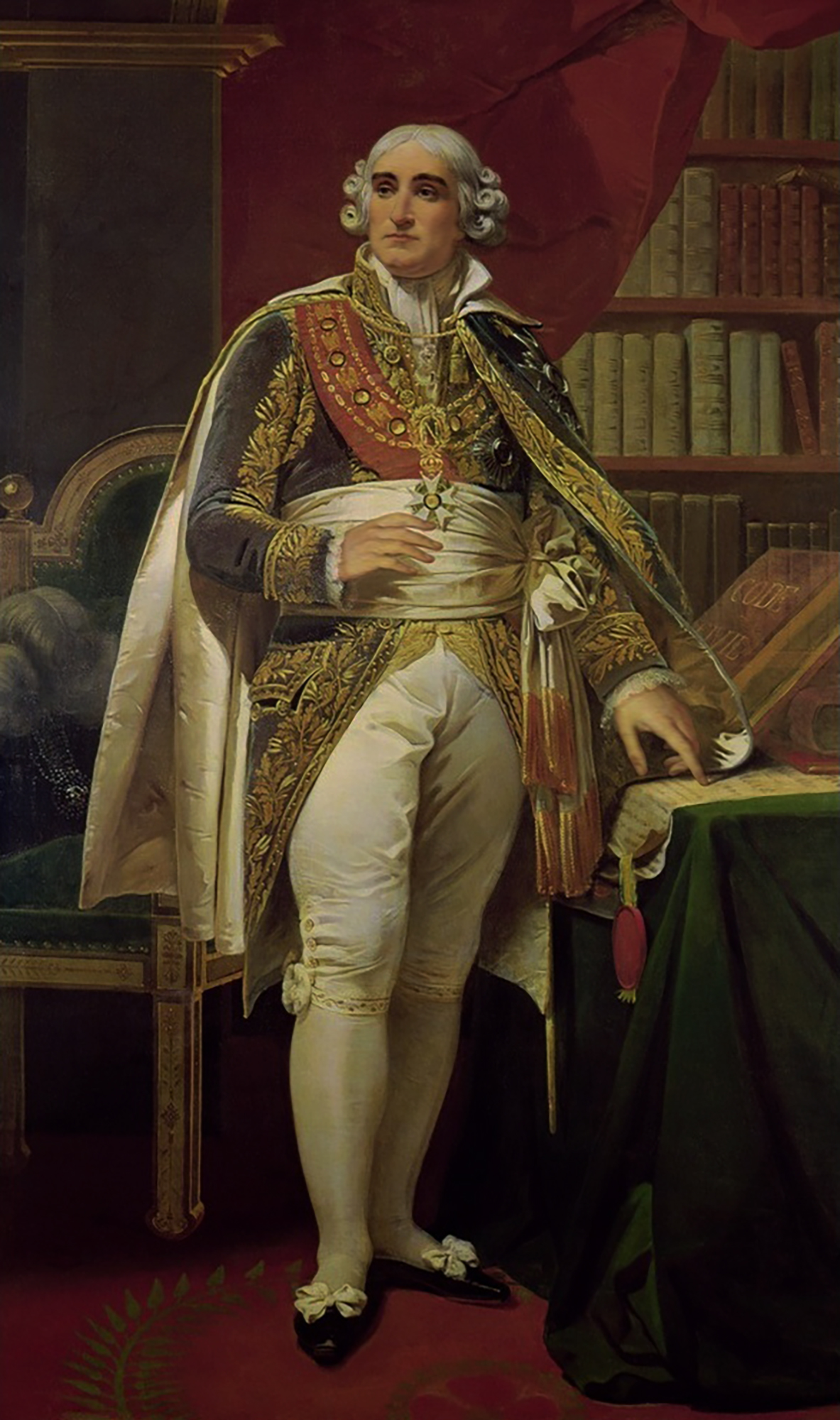
Jean-Jacques in un ritratto di Henri-Frederic Schopin.

Nel dicembre 1799 Cambacérès venne nominato Secondo Console, una carica nominalmente inferiore solo a quella di Primo Console, detenuta dallo stesso Napoleone. Napoleone gli assegnò questa importante carica a causa della vasta conoscenza legale e alla reputazione di repubblicano moderato che Cambacérès si era fatto negli anni precedenti.
Iniziato in Massoneria a Montpellier prima della rivoluzione, Cambacèrès fu membro della Loggia "Ancienne et de la Réunion des Élus" di Montpellier e in seguito Maestro venerabile della Loggia "Saint-Jean" di Parigi, e fu Gran Maestro aggiunto del Grande Oriente di Francia dal 1805 al 1814. Fu pure Guardasigilli della Gran Loggia d'Amministrazione, Sovrano grande ispettore generale, 33° e massimo grado del Rito scozzese antico ed accettato e membro del suo Supremo Consiglio e ufficiale d'onore del Gran Concistoro dei Riti del Grande Oriente di Francia. Il 13 agosto 1806 diventò "Capo supremo" del Rito francese.

### I progetti codicistici
Tra il 1793 e il 1796 Cambacérés partecipò alla redazione di tre progetti di Codice Civile, allo scopo di unificare la legislazione privatistica francese in un unico corpo normativo, anche alla luce delle numerose riforme intercorse nel periodo rivoluzionario (ad esempio la riforma del diritto di famiglia). Questi tre progetti restarono però solo sulla carta, in quanto si può dire che essi furono presentati sempre un po' in ritardo e le mutate circostanze politiche non ne permisero l'approvazione.

#### Primo progetto (1793)
Il primo progetto prevedeva un Codice suddiviso in tre libri (diritto delle persone, dir. delle cose, dir. dei contratti e delle obbligazioni); per quanto riguarda i contenuti esso proclamava l'uguaglianza giuridica dei cittadini e dava grande spazio all'autonomia negoziale. Disposizioni importanti erano: l'abolizione della patria potestà e della potestà maritale, la comunione dei beni tra i coniugi, il divorzio (introdotto in Francia nel 1792) facilitato, il favore verso la successione legittima (ridotta a un decimo la quota disponibile per il testatore).
Il progetto, presentato nell'agosto 1793, fu inizialmente accolto con favore e molti articoli vennero approvati; ma dopo l'affermazione del Terrore il clima cambiò: il codice venne giudicato troppo complesso e vennero riscontrate delle tracce di antico regime. In novembre l'esame fu interrotto e il progetto fallì.

#### Secondo progetto (1794)
Per questo progetto Cambacérés s'avvalse della consulenza di Philippe-Antoine Merlin de Douai; anch'esso diviso in tre libri, presentava molti meno articoli. Lo stile era innovativo, le norme erano presentate sotto forma di comandi brevi e laconici, senza tecnicismi: il codice appariva come una sorta di breviario del Giusnaturalismo e dell'Illuminismo.
Esso radicalizzava i princìpi rivoluzionari dell'uguaglianza; fu presentato nel settembre 1794, poco dopo la deposizione di Robespierre: visto il mutato clima politico, fu accusato d'essere troppo generico e di avere contenuti troppo radicali. Anche lo stesso Cambacérès prese le distanze dal suo progetto ed esso fallì.

#### Terzo progetto (1796)
Questo terzo progetto (diviso in tre libri, con ben 1104 articoli) fu presentato al Consiglio dei Cinquecento nel giugno 1796: segnava il ritorno alla tradizione giuridica anteriore (consuetudini e diritto romano) ed era caratterizzato dal compromesso fra tradizione e innovazioni rivoluzionarie.
Le norme (semplici, chiare e ben formulate) disponevano tra l'altro: matrimonio posto al vertice della società (divorzio comunque mantenuto), ruolo prevalente del marito, patria potestà nei suoi caratteri rivoluzionari (doveri di mantenimento, educazione e protezione), vietata l'adozione a chi avesse già figli, favore per successione legittima meno marcato. Al Consiglio apparve troppo legato all'ideologia giacobina e fu rigettato.
Anche se non entrarono mai in vigore, questi tre progetti furono molto importanti per la compilazione del Codice napoleonico del 1804, affidata nel 1800 a una commissione di quattro esperti, sotto la direzione di Portalis.

#### IlCode Napoléon
Il codice venne promulgato nel 1804 da Napoleone, ormai diventato imperatore. Il Codice eliminava definitivamente i retaggi dell'ancién régime, del feudalesimo, dell'assolutismo, e creava una società prevalentemente borghese e liberale, di ispirazione laica, in cui venivano consacrati i diritti di eguaglianza, sicurezza e proprietà.
L'applicazione del Codice ebbe larga diffusione a seguito delle successive conquiste napoleoniche: l'Italia, i Paesi Bassi, il Belgio, parte della Germania e della Spagna (e indirettamente le colonie spagnole in America Latina) lo utilizzarono e, successivamente alla caduta di Napoleone, nella maggior parte dei casi, lo modificarono mantenendolo in vigore.
Per l'Italia, il valore del Codice Napoleonico resta fondamentale, poiché esso confluì poi nel codice civile italiano del 1865.

### Ultimi anni

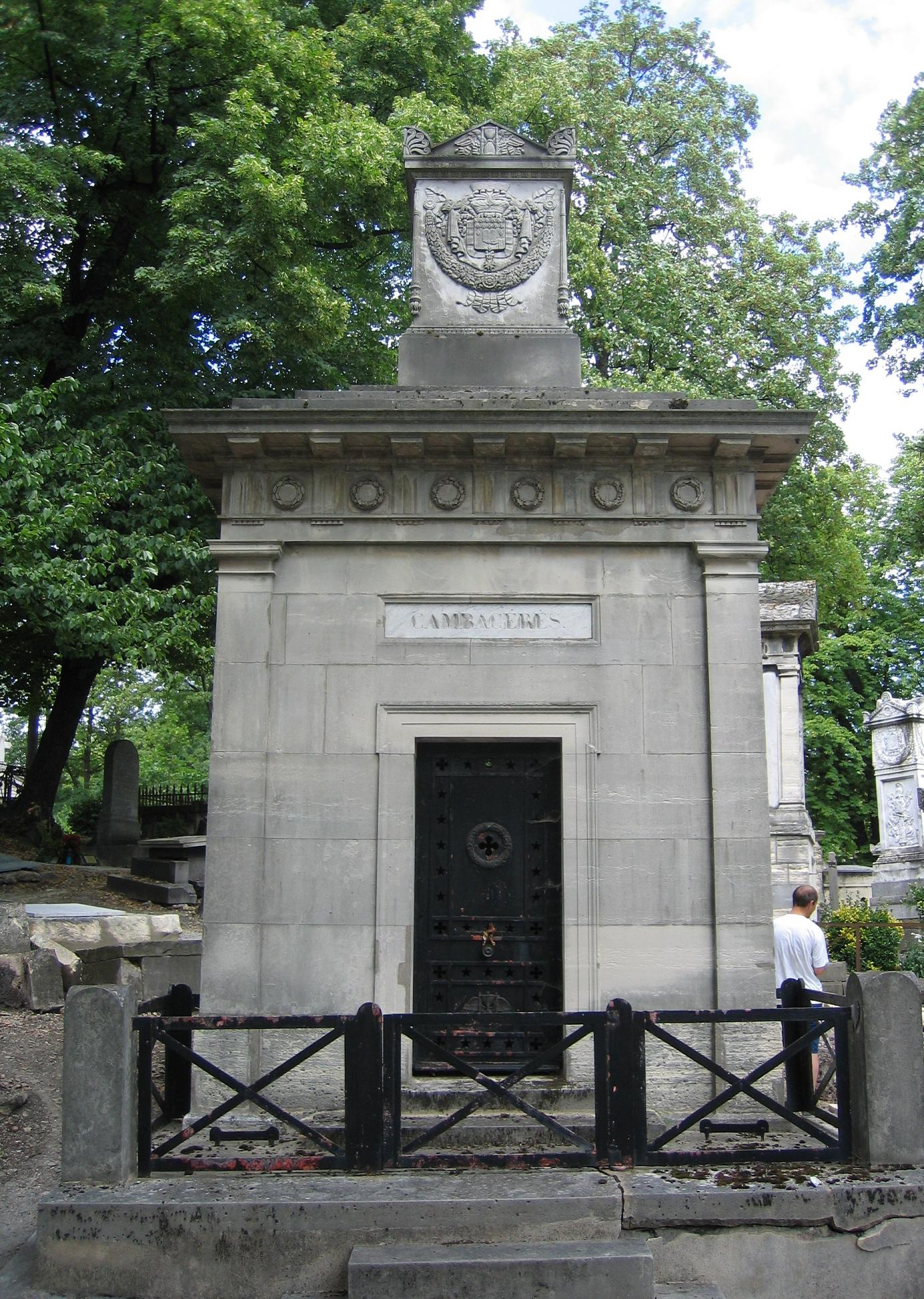
Tomba di Jean-Jacques Régis de Cambacérès nel Cimitero di Père-Lachaise a Parigi.

Cambacérès disapprovò l'accumulo di potere nelle mani di Napoleone che culminò con la proclamazione dell'Impero il 18 maggio 1804. Nonostante questo egli continuò a ricoprire le importantissime cariche di Arcicancelliere dell'Impero e di Presidente del Senato; nel 1808 egli venne nominato principe dell'impero e Duca di Parma.
Nel periodo napoleonico, come durante il regime rivoluzionario, Cambacérès rimase politicamente un moderato, opponendosi alle avventure rischiose come, ad esempio, l'invasione della Russia nel 1812.
Con Napoleone impegnato in continue campagne di guerra, Cambacérès divenne di fatto capo del governo metropolitano, una posizione che inevitabilmente lo espose a critiche e impopolarità man mano che la situazione economica francese peggiorava. Il suo gusto per la "bella vita" attrasse commenti ostili. Tuttavia il popolo riconobbe la giustizia e la moderazione del governo, nonostante la coscrizione sempre più massiccia, verso la fine del periodo napoleonico, abbia creato nuovi risentimenti nei confronti di Cambacérès.
Alla caduta dell'Impero nel 1814, Cambacérès si ritirò a vita privata ma venne richiamato durante il breve ritorno napoleonico del 1815.
Dopo la restaurazione monarchica, egli rischiò l'arresto per le attività svolte, e per un breve periodo venne esiliato dalla Francia, a Bruxelles. Ma la sua opposizione all'esecuzione di Luigi XVI lo scagionò, e, nel maggio 1818, i suoi diritti civili di cittadino francese vennero ristabiliti.
Cambacérès divenne membro dell'Académie française e visse serenamente nella provincia francese fino alla morte, avvenuta nel 1824.

## Cambacérès e l'omosessualità

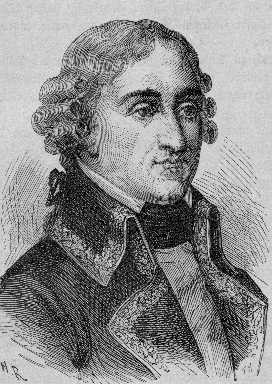
Jean-Jacques Régis de Cambacérès

Cambacérès fu un omosessuale notorio. Egli non si sposò e intrattenne rapporti principalmente con altri celibi.
Napoleone stesso fece numerose osservazioni e scherzi sull'argomento (celebre è la battuta con cui rispose a Cambacérès, che si scusava per un ritardo dicendo di essersi trovato "con una signora": "La prossima volta chiederete a questa signora: prendi su il berretto e il bastone e vai").
L'argomento era anche oggetto di pettegolezzo mondano, al punto che durante il Consolato, Bonaparte, Cambacérès e il Terzo Console Charles-François Lebrun vennero soprannominati «Hic, Haec et Hoc» (in latino: «costui (Napoleone), costei (Cambacérès) e questa cosa (Lebrun)».
Basandosi su tale condizione personale, a Cambacérès viene oggi spesso attribuito (a torto) il merito di avere deciso la decriminalizzazione dell'omosessualità nel Codice napoleonico. Una decisione che ebbe un impatto duraturo, creando in Europa un'ampia area in cui l'omosessualità fra adulti consenzienti e in privato non era più un delitto.
Prima della rivoluzione francese i rapporti omosessuali erano puniti con sanzioni che arrivavano alla pena di morte. La Rivoluzione francese abolì nel 1791, sulla base dei princìpi filosofici dell'Illuminismo, tutti quelli che definì i "reati immaginari", come la stregoneria, l'eresia, e per l'appunto la sodomia. Il Codice napoleonico conservò tale decisione, pur introducendo alcune misure restrittive di polizia relative all'"attentato contro i costumi" che puniva senza fare alcuna distinzione di sesso i reati di corruzione di minore ed attentato al pudore pubblico (libro III, tit. II, cap. I, sez. 4: "Attentati ai costumi").
Ciò detto, è storicamente del tutto scorretto attribuire tale decisione a Cambacérès, che come s'è detto si occupò della redazione del codice civile, mentre notoriamente la punizione dei comportamenti sessuali è sancita dal codice penale. Né esistono, per ora, prove di un suo coinvolgimento indiretto nel lavoro del codice penale tale da indurre alla decisione qui discussa. Siamo insomma di fronte a un "mito storiografico".
Il vero motivo della decriminalizzazione risiede semmai nel Concordato con la Chiesa cattolica, grazie al quale lo Stato delegava (di fatto) alla Chiesa il controllo e la sanzione dei comportamenti sessuali devianti ogni qualvolta non fossero causa di turbamento dell'Ordine pubblico.

Tale impostazione legislativa ebbe molto successo, al punto che venne mantenuta in quasi tutti i Paesi cattolici conquistati da Napoleone (ivi inclusi quelli italiani, con un paio di eccezioni) anche dopo la sua caduta, e fu anzi estesa anche ai Paesi cattolici del Nuovo Mondo.

### Fonti
- Laurence Chatel de Brancion (cur.), Mémoires inédits: éclaircissements publiés par Cambacérès sur les principaux événements de sa vie politique, Paris 1999-sgg., ISBN 2-262-01595-3. Autobiografia.

### Saggi
- Jean-Paul Delbert, Cambacérès: unificateur de la franc-maçonnerie sous le Premier Empire, Lille 2005, ISBN 2-9511431-2-5.
- Jean-Louis Bory, Les cinq girouettes: ou servitudes et souplesses de son altesse sérénissime; le prince archichancelier de l'Empire Jean-Jacques Régis de Cambacérès, duc de Parme, Paris 2002, ISBN 2-913867-31-6.
- Laurence Chatel de Brancion (Cur.), Cambacérés: fondateur de la justice moderne; actes du colloque tenu à Montpellier ... vendredi 26 et samedi 27 mai 2000, Saint-Rémy-en-l'Eau 2001, ISBN 2-903824-31-2.
- Laurence Chatel de Brancion, Cambacérès: maître d'œuvre de Napoléon, Paris 2001, ISBN 2-262-01632-1.
- Laurence Chatel de Brancion, Cambacérès et ses Mémoires, Tesi di laurea, Paris 1999.
- Pierre-François Pinaud, Cambacérès: 1753–1824, Paris 1996, ISBN 2-262-01149-4.
- Numa Praetorius (pseud. di Eugen Wilhelm), Cambacérès, der Erkanzler Napoleons I, und sein Ruf als Homosexualler, Jahrbuch für sexuelle Zwischenstufen, XIII (1912-3), pp. 23–42.